# Nanerczowate

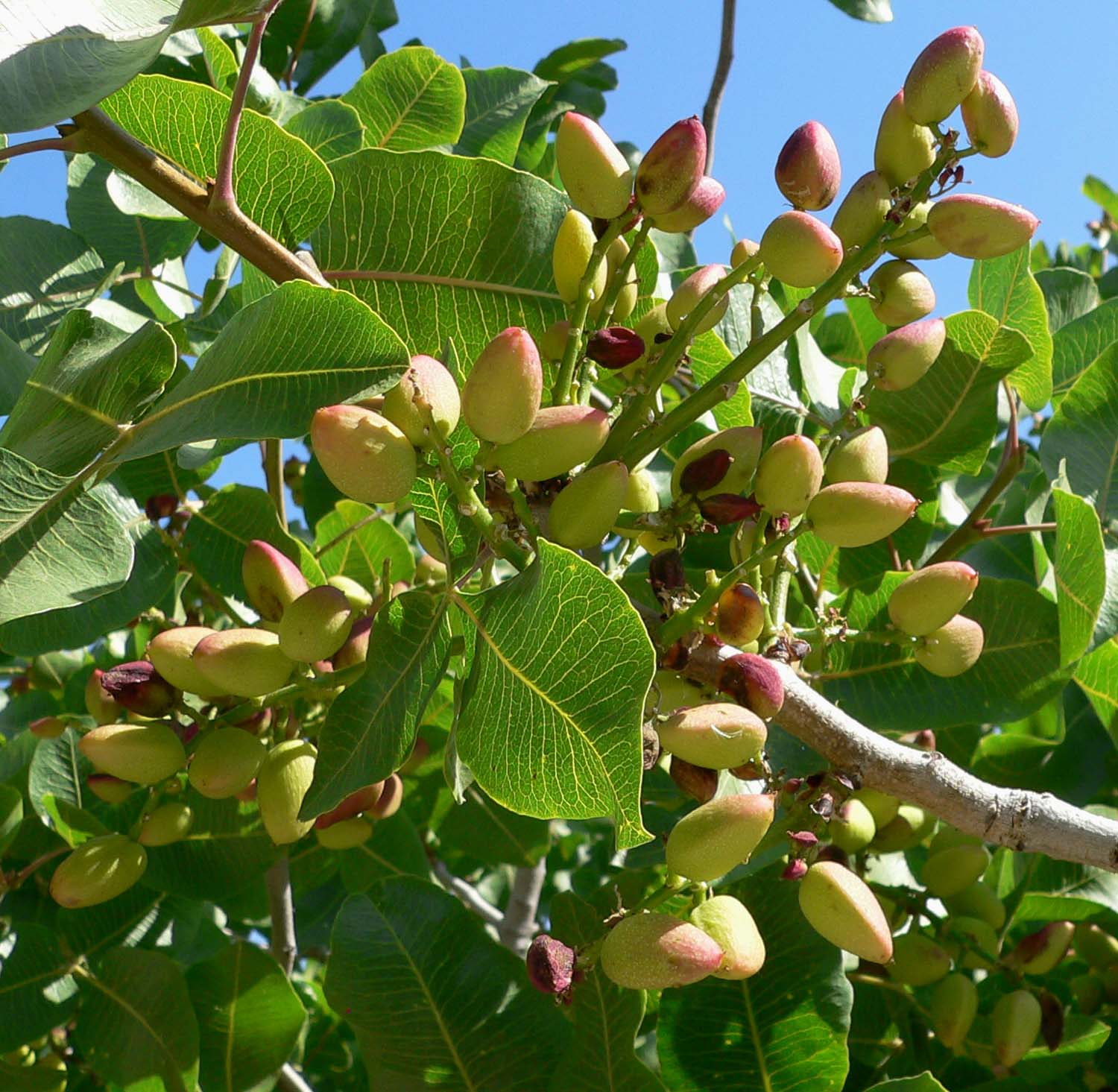
Pistacja właściwa

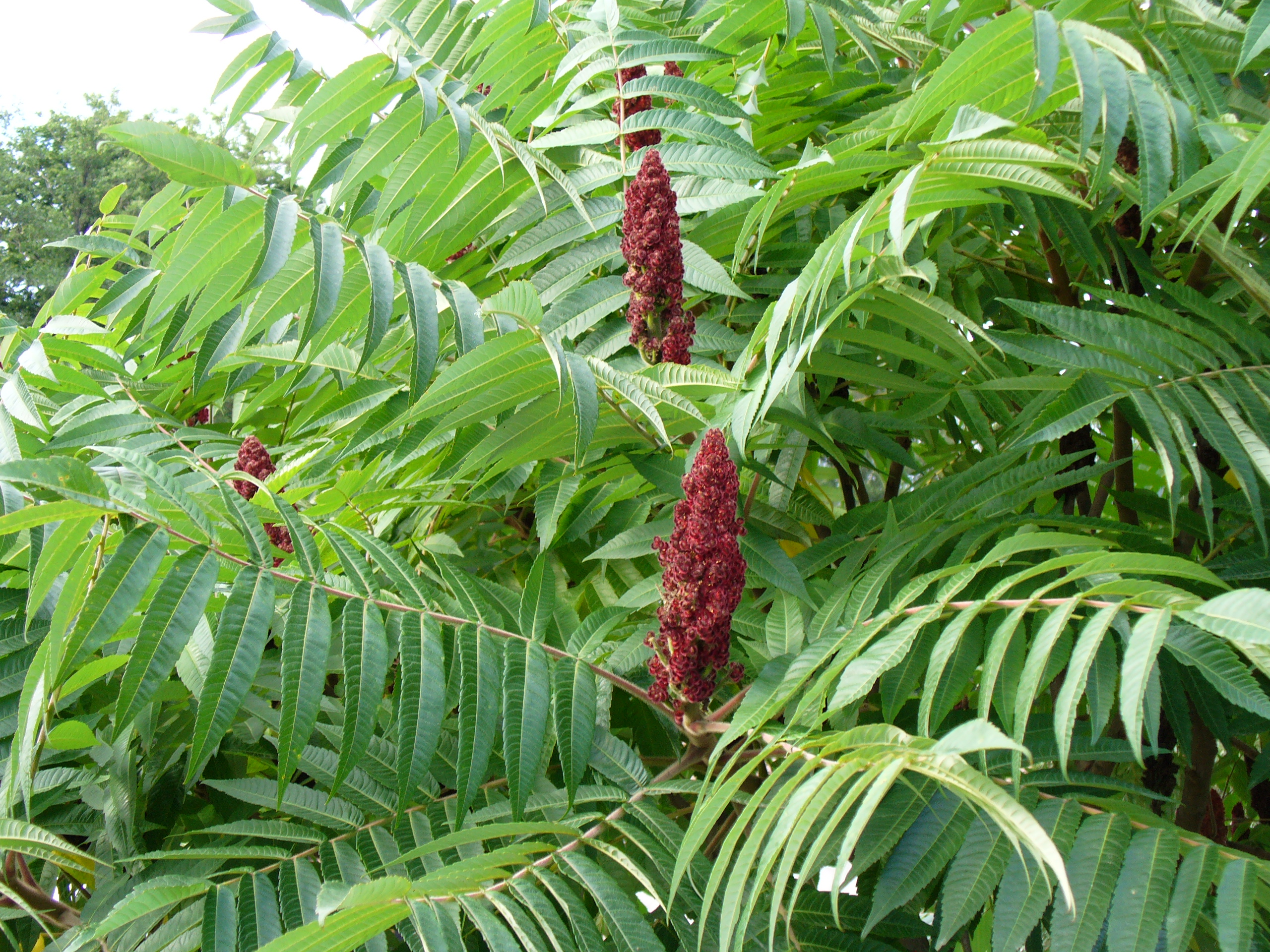
Sumak octowiec

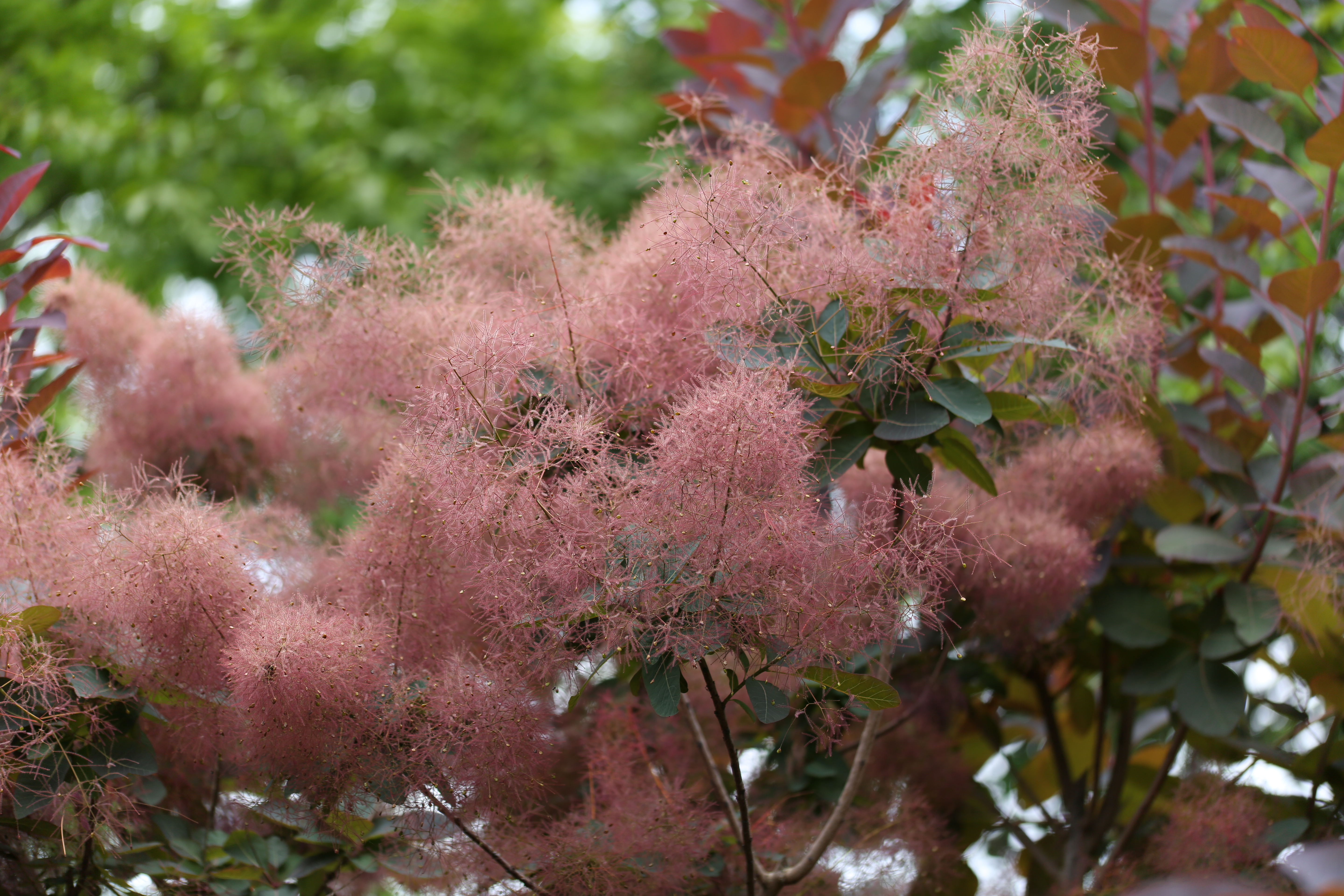
Perukowiec podolski

Nanerczowate (Anacardiaceae R. Br.) – rodzina roślin z rzędu mydleńcowców (Sapindales). Należy tu ok. 80 rodzajów z co najmniej 873 gatunkami występującymi głównie w tropikach. Nieliczni przedstawiciele rosną w klimacie umiarkowanym na półkuli północnej sięgając po południową Kanadę, południową Europę, Koreę i Japonię; na półkuli południowej sięgają po Patagonię, południowe krańce Afryki, południowo-wschodnią Australię. Niektórzy przedstawiciele rodziny mają duże znaczenie użytkowe. Szeroko rozpowszechniony w uprawie został nanercz zachodni dostarczający tzw. „jabłka nanerczowego” (soczysta szypuła owocu) oraz właściwych owoców, którymi są orzechy nanerczowe zwane też nerkowcami i orzechami cashew. Także owoce innych gatunków z tego rodzaju są jadalne. Mango indyjskie dostarcza owoców zwanych mango i jest bardzo rozpowszechnionym gatunkiem owocowym w tropikach. Jadalne owoce daje także pistacja właściwa (zob. orzeszki pistacjowe) i pistacja atlantycka oraz wiele innych gatunków z tej rodziny. Roślinami z których wytwarza się przyprawy są m.in. sumak garbarski i schinus brazylijski (pieprz brazylijski zwany też czerwonym). Wykorzystuje się żywice i gumy drzew z tego rodzaju, z owoców i galasów niektórych gatunków sumaków wytwarza się barwniki. Szereg gatunków dostarcza cenionego drewna. Liczne gatunki są też uprawiane jako ozdobne, w strefie klimatu umiarkowanego, w tym w Polsce to głównie sumak octowiec i perukowiec podolski, w obszarach cieplejszych także: schinus peruwiański, pistacja chińska, Harpephyllum caffrum, Rhodosphaera rhodanthema, Searsia lancea. 
Rośliny z tej rodziny zawierają często związki działające silnie drażniąco, powodując dermatozy w przypadku kontaktu i reakcje alergiczne w przypadku spożycia. Do związków tych należą katechole, rezorcyna i inne związki fenolowe. Szczególnie źródłem zagrożeń są różne gatunki z rodzaju oparzeniec Toxicodendron. Rośliny z tej rodziny cechują się obecnością przewodów żywicznych w różnych organach, często silnie wysycona żywicami jest kora. Występują w nich też przewody z sokiem mlecznym, który czernieje w kontakcie z powietrzem. W roślinach tych obficie występują poza tym garbniki, olejki eteryczne, balsamy i śluzy.

## Morfologia

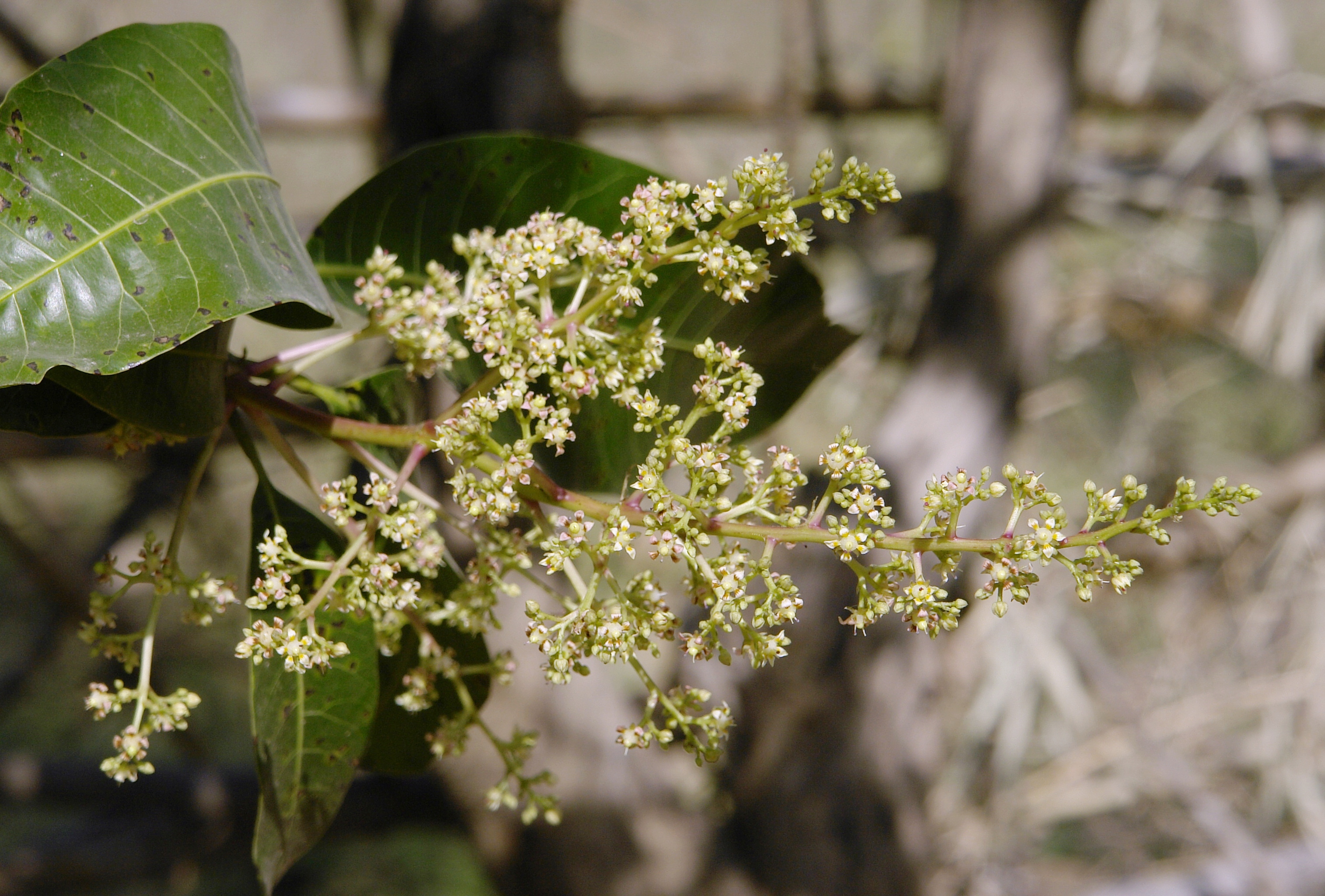
Kwiatostan mango indyjskiego

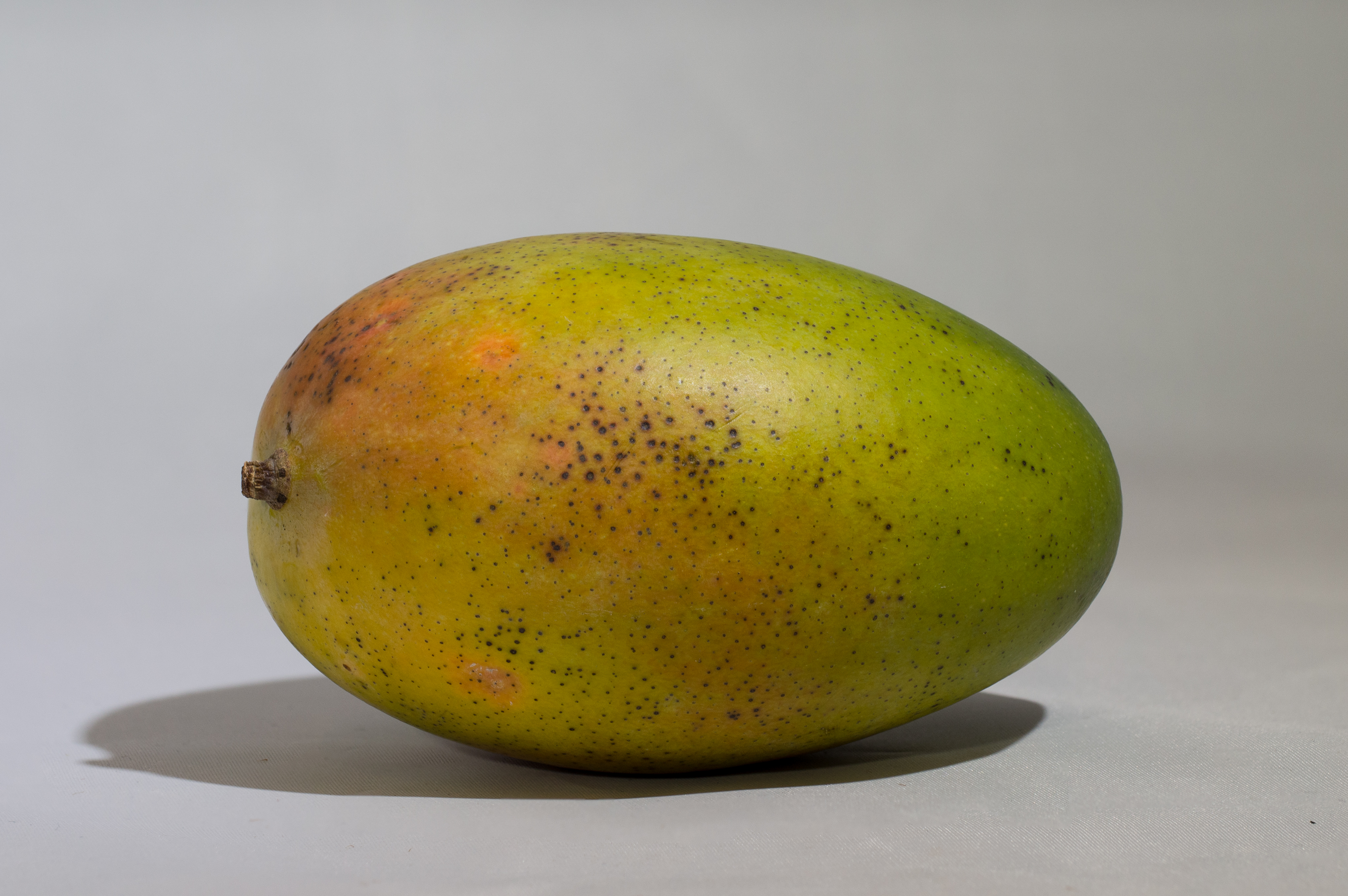
Owoc mango indyjskiego

PokrójDrzewa, krzewy i pnącza.
LiścieSkrętoległe, rzadko naprzeciwległe. Blaszka pojedyncza lub złożona – trójlistkowa lub pierzasta, rzadziej liście dłoniasto złożone lub dwulistkowe. Przylistków brak. Listki na osi osadzone naprzeciwlegle lub skrętolegle.
KwiatyZebrane są w wyrastające w kątach liści lub szczytowo wiechy lub kłosy, rzadko rozwijają się bezpośrednio na pniu (kaulifloria) lub pojedynczo. Kwiaty są obupłciowe lub jednopłciowe i zwykle wówczas rośliny są dwupienne. Kwiaty są promieniste (rzadko słabo grzbieciste) i wyrastają na często członowanych szypułkach. Dno kwiatowe różnie wykształcone – często z gynoforem i dyskiem, czasem wykształcone kubeczkowato i wówczas obejmuje w różnym stopniu zalążnię. Działki kielicha występują w liczbie od trzech do pięciu i są u nasady częściowo zrośnięte. Bywają trwałe i podczas owocowania mogą się powiększać. Płatków korony jest zwykle od czterech do pięciu (rzadziej 3, 6 do 8 lub są całkiem zredukowane) i są wolne lub zrośnięte. Pręcików jest zwykle dwa razy tyle co płatków czasem jest tylko jeden lub znacznie więcej – ponad 100. Czasem tylko pojedynczy lub dwa pręciki są płodne, a pozostałe wykształcają się jako prątniczki. Ich nitki u niektórych przedstawicieli zrastają się u dołu. Pylniki otwierają się podłużnym pęknięciem. Zalążnia jest górna lub wpół dolna z powodu obrastania przez dno kwiatowe i tworzona jest przez jeden do pięciu zrośniętych owocolistków, z których każdy tworzy własną komorę zawierającą po jednym zalążku. Szyjek słupka jest od 1 do 5, wolnych lub zrastających się. Znajdujące się na ich szczycie znamiona są główkowate, dyskowate, podzielone na łatki lub pochwowate.
OwoceNajczęściej pestkowce, rzadziej niełupki, skrzydlaki, mieszki i jagody. Zawierają od jednego do wielu nasion o dużym zarodku i zredukowanym bielmie.

## Systematyka
Pozycja systematyczna według Angiosperm Phylogeny Website (aktualizowany system APG IV z 2016)
Rodzina siostrzana dla osoczynowatych Burseraceae, umieszczana w rzędzie mydleńcowców Sapindales w obrębie kladu różowych obejmującego część roślin okrytonasiennych.
|  | Kirkiaceae                                                                              |
|  |                                                                                         |
|  | \| \| osoczynowate Burseraceae \| \| \| \| \| \| nanerczowate Anacardiaceae \| \| \| \| |
|  |                                                                                         |
|  | osoczynowate Burseraceae                                                                |
|  |                                                                                         |
|  | nanerczowate Anacardiaceae                                                              |
|  |                                                                                         |

|  | osoczynowate Burseraceae   |
|  |                            |
|  | nanerczowate Anacardiaceae |
|  |                            |

|  | mydleńcowate Sapindaceae |
|  | |
|  | \| \| biegunecznikowate Simaroubaceae \| \| \| \| \| \| meliowate Meliaceae \| \| \| \| \| \| rutowate Rutaceae \| \| \| \| |
|  | |
|  | biegunecznikowate Simaroubaceae                                                                                             |
|  | |
|  | meliowate Meliaceae |
|  | |
|  | rutowate Rutaceae |
|  | |

|  | biegunecznikowate Simaroubaceae |
|  |                                 |
|  | meliowate Meliaceae             |
|  |                                 |
|  | rutowate Rutaceae               |
|  |                                 |

|  | Kirkiaceae                                                                              |
|  |                                                                                         |
|  | \| \| osoczynowate Burseraceae \| \| \| \| \| \| nanerczowate Anacardiaceae \| \| \| \| |
|  |                                                                                         |
|  | osoczynowate Burseraceae                                                                |
|  |                                                                                         |
|  | nanerczowate Anacardiaceae                                                              |
|  |                                                                                         |

|  | osoczynowate Burseraceae   |
|  |                            |
|  | nanerczowate Anacardiaceae |
|  |                            |

|  | mydleńcowate Sapindaceae |
|  | |
|  | \| \| biegunecznikowate Simaroubaceae \| \| \| \| \| \| meliowate Meliaceae \| \| \| \| \| \| rutowate Rutaceae \| \| \| \| |
|  | |
|  | biegunecznikowate Simaroubaceae                                                                                             |
|  | |
|  | meliowate Meliaceae |
|  | |
|  | rutowate Rutaceae |
|  | |

|  | biegunecznikowate Simaroubaceae |
|  |                                 |
|  | meliowate Meliaceae             |
|  |                                 |
|  | rutowate Rutaceae               |
|  |                                 |

|  | Kirkiaceae                                                                              |
|  |                                                                                         |
|  | \| \| osoczynowate Burseraceae \| \| \| \| \| \| nanerczowate Anacardiaceae \| \| \| \| |
|  |                                                                                         |
|  | osoczynowate Burseraceae                                                                |
|  |                                                                                         |
|  | nanerczowate Anacardiaceae                                                              |
|  |                                                                                         |

|  | osoczynowate Burseraceae   |
|  |                            |
|  | nanerczowate Anacardiaceae |
|  |                            |

|  | mydleńcowate Sapindaceae |
|  | |
|  | \| \| biegunecznikowate Simaroubaceae \| \| \| \| \| \| meliowate Meliaceae \| \| \| \| \| \| rutowate Rutaceae \| \| \| \| |
|  | |
|  | biegunecznikowate Simaroubaceae                                                                                             |
|  | |
|  | meliowate Meliaceae |
|  | |
|  | rutowate Rutaceae |
|  | |

|  | biegunecznikowate Simaroubaceae |
|  |                                 |
|  | meliowate Meliaceae             |
|  |                                 |
|  | rutowate Rutaceae               |
|  |                                 |

|  | Kirkiaceae                                                                              |
|  |                                                                                         |
|  | \| \| osoczynowate Burseraceae \| \| \| \| \| \| nanerczowate Anacardiaceae \| \| \| \| |
|  |                                                                                         |
|  | osoczynowate Burseraceae                                                                |
|  |                                                                                         |
|  | nanerczowate Anacardiaceae                                                              |
|  |                                                                                         |

|  | osoczynowate Burseraceae   |
|  |                            |
|  | nanerczowate Anacardiaceae |
|  |                            |

|  | mydleńcowate Sapindaceae |
|  | |
|  | \| \| biegunecznikowate Simaroubaceae \| \| \| \| \| \| meliowate Meliaceae \| \| \| \| \| \| rutowate Rutaceae \| \| \| \| |
|  | |
|  | biegunecznikowate Simaroubaceae                                                                                             |
|  | |
|  | meliowate Meliaceae |
|  | |
|  | rutowate Rutaceae |
|  | |

|  | biegunecznikowate Simaroubaceae |
|  |                                 |
|  | meliowate Meliaceae             |
|  |                                 |
|  | rutowate Rutaceae               |
|  |                                 |

|  | Kirkiaceae                                                                              |
|  |                                                                                         |
|  | \| \| osoczynowate Burseraceae \| \| \| \| \| \| nanerczowate Anacardiaceae \| \| \| \| |
|  |                                                                                         |
|  | osoczynowate Burseraceae                                                                |
|  |                                                                                         |
|  | nanerczowate Anacardiaceae                                                              |
|  |                                                                                         |

|  | osoczynowate Burseraceae   |
|  |                            |
|  | nanerczowate Anacardiaceae |
|  |                            |

|  | mydleńcowate Sapindaceae |
|  | |
|  | \| \| biegunecznikowate Simaroubaceae \| \| \| \| \| \| meliowate Meliaceae \| \| \| \| \| \| rutowate Rutaceae \| \| \| \| |
|  | |
|  | biegunecznikowate Simaroubaceae                                                                                             |
|  | |
|  | meliowate Meliaceae |
|  | |
|  | rutowate Rutaceae |
|  | |

|  | biegunecznikowate Simaroubaceae |
|  |                                 |
|  | meliowate Meliaceae             |
|  |                                 |
|  | rutowate Rutaceae               |
|  |                                 |

|  | Kirkiaceae                                                                              |
|  |                                                                                         |
|  | \| \| osoczynowate Burseraceae \| \| \| \| \| \| nanerczowate Anacardiaceae \| \| \| \| |
|  |                                                                                         |
|  | osoczynowate Burseraceae                                                                |
|  |                                                                                         |
|  | nanerczowate Anacardiaceae                                                              |
|  |                                                                                         |

|  | osoczynowate Burseraceae   |
|  |                            |
|  | nanerczowate Anacardiaceae |
|  |                            |

|  | mydleńcowate Sapindaceae |
|  | |
|  | \| \| biegunecznikowate Simaroubaceae \| \| \| \| \| \| meliowate Meliaceae \| \| \| \| \| \| rutowate Rutaceae \| \| \| \| |
|  | |
|  | biegunecznikowate Simaroubaceae                                                                                             |
|  | |
|  | meliowate Meliaceae |
|  | |
|  | rutowate Rutaceae |
|  | |

|  | biegunecznikowate Simaroubaceae |
|  |                                 |
|  | meliowate Meliaceae             |
|  |                                 |
|  | rutowate Rutaceae               |
|  |                                 |

|  | Kirkiaceae                                                                              |
|  |                                                                                         |
|  | \| \| osoczynowate Burseraceae \| \| \| \| \| \| nanerczowate Anacardiaceae \| \| \| \| |
|  |                                                                                         |
|  | osoczynowate Burseraceae                                                                |
|  |                                                                                         |
|  | nanerczowate Anacardiaceae                                                              |
|  |                                                                                         |

|  | osoczynowate Burseraceae   |
|  |                            |
|  | nanerczowate Anacardiaceae |
|  |                            |

|  | mydleńcowate Sapindaceae |
|  | |
|  | \| \| biegunecznikowate Simaroubaceae \| \| \| \| \| \| meliowate Meliaceae \| \| \| \| \| \| rutowate Rutaceae \| \| \| \| |
|  | |
|  | biegunecznikowate Simaroubaceae                                                                                             |
|  | |
|  | meliowate Meliaceae |
|  | |
|  | rutowate Rutaceae |
|  | |

|  | biegunecznikowate Simaroubaceae |
|  |                                 |
|  | meliowate Meliaceae             |
|  |                                 |
|  | rutowate Rutaceae               |
|  |                                 |

|  | Kirkiaceae                                                                              |
|  |                                                                                         |
|  | \| \| osoczynowate Burseraceae \| \| \| \| \| \| nanerczowate Anacardiaceae \| \| \| \| |
|  |                                                                                         |
|  | osoczynowate Burseraceae                                                                |
|  |                                                                                         |
|  | nanerczowate Anacardiaceae                                                              |
|  |                                                                                         |

|  | osoczynowate Burseraceae   |
|  |                            |
|  | nanerczowate Anacardiaceae |
|  |                            |

|  | mydleńcowate Sapindaceae |
|  | |
|  | \| \| biegunecznikowate Simaroubaceae \| \| \| \| \| \| meliowate Meliaceae \| \| \| \| \| \| rutowate Rutaceae \| \| \| \| |
|  | |
|  | biegunecznikowate Simaroubaceae                                                                                             |
|  | |
|  | meliowate Meliaceae |
|  | |
|  | rutowate Rutaceae |
|  | |

|  | biegunecznikowate Simaroubaceae |
|  |                                 |
|  | meliowate Meliaceae             |
|  |                                 |
|  | rutowate Rutaceae               |
|  |                                 |

Pozycja w systemie Reveala (1993–1999)
Gromada okrytonasienne (Magnoliophyta Cronquist), podgromada Magnoliophytina Frohne & U. Jensen ex Reveal, klasa Rosopsida Batsch, podklasa różowe (Rosidae Takht.), nadrząd Rutanae Takht., rząd Burserales Baskerville, podrząd Anacardiineae  Engl., rodzina nanerczowate (Anacardiaceae Lindl.). 
Wykaz rodzajów
Podrodzina Spondiadoideae Takhtajan

- Allospondias (Pierre) Stapf
- Antrocaryon Pierre
- Attilaea E. Martinez & Ramos
- Tapirira Aublet
- Buchanania Sprengel
- Choerospondias Burtt & A. W. Hill
- Cyrtocarpa Kunth
- Haematostaphis J. D. Hooker
- Haplospondias Kostermans
- Harpephyllum Krauss
- Koordersiodendron Engler
- Lannea A. Richard
- Operculicarya H. Perrier
- Pegia Colebrooke
- Pleiogynium Engler
- Poupartia Jussieu
- Poupartiopsis J. D. Mitchell & Daly
- Pseudospondias Engler
- Sclerocarya Hochst.
- Solenocarpus Wight & Arnott
- Spondias L. – śliwiec

Podrodzina Anacardioideae Takhtajan

- Abrahamia Radrianasolo & P. P. Lowry II
- Actinocheita F. A. Barkley
- Amphipterygium Standley
- Anacardium L. – nanercz
- Androtium Stapf
- Apterokarpos Rizzini
- Astronium Jacquin
- Baronia Baker
- Blepharocarya F. Mueller
- Bonetiella Rzedowsky
- Bouea Meisner
- Campnosperma Thwaites
- Campylopetalum Forman
- Cardenasiodendron F. A. Barkley
- Comocladia P. Browne
- Cotinus Miller – perukowiec
- Dobinea Dobinea D. Don
- Drimycarpus Bentham & J. D. Hooker
- Euroschinus Bentham & J. D. Hooker
- Fegimanra Engler
- Faguetia Marchand
- Gluta L.
- Haplorhus Engler
- Heeria Meisner
- Holigarna Roxburgh
- Laurophyllus Thunberg
- Lithrea Hooker
- Loxopterygium Bentham & J. D. Hooker
- Loxostylis Reichenbach
- Malosma Abrams
- Mangifera L. – mango
- Mauria Kunth
- Melanochyla J. D. Hooker
- Melanococca Blume
- Metopium P. Browne
- Micronychia Oliver
- Mosquitoxylum Krug & Urban
- Myracrodruon Allemão
- Nothopegia Blume
- Ochoterenaea F. A. Barkley
- Orthopterygium Hemsley
- Ozoroa Delile
- Pachycormus Coville
- Parishia J. D. Hooker
- Pentaspadon J. D. Hooker
- Pistacia L. – pistacja
- Protorhus Engler
- Pseudosmodingium Engler
- Rhodosphaera Engler
- Rhus L. – sumak
- Schinopsis Engler
- Schinus L. – schinus
- Searsia F. A. Barkley
- Semecarpus L. f.
- Smodingium E. Meyer
- Sorindeia Thouars
- Swintonia Griffith
- Thyrsodium Bentham
- Toxicodendron Miller – oparzeniec
- Trichoscypha Bentham & J. D. Hooker